# Climate Change
Climate Change är Destinys sjunde album.
Albumet är tillägnat Therese Hanserot (R.I.P. 16 januari 1964 – 17 januari 2012)

## Låtar
1. "Duke of Darkness” 4:54 music: Magnus Österman/Stefan Björnshög – lyrics: Håkan Ring
2. ”Living Dead” 3:40 music: Stefan Björnshög – lyrics: Zenny Gram
3. ”Medieval Rendezvous” 6:06 music: Stefan Björnshög – lyrics: Zenny Gram
4. ”Lead Into Gold” 6:20 music: John Prodén/Stefan Björnshög – lyrics: Håkan Ring
5. ”Nothing Left to Fear” 5.41 music: Gunnar Kindberg /Stefan Björnshög – lyrics: Zenny Gram
6. ”Sabotage” 5:12  4:07 music: Stefan Björnshög – lyrics: Kristoffer Göbel
7. ”Sheer Death” 4:46 music: Stefan Björnshög – lyrics: Zenny Gram
8. ”Money Preacher” 3:31 music: John Prodén – lyrics: Håkan Ring
9. ”No Reservation” 4:06 music: Stefan Björnshög/Gunnar Kindberg – lyrics: Zenny Gram
10. ”The Devil in the Dark” 6:04 music: Stefan Björnshög – lyrics: Zenny Gram
11. ”The Evil Trinity” 5:17 music: Stefan Björnshög / Gunnar Kindberg – lyrics: Zenny Gram
12. ”Dream Reaper” 3:51 music: Floyd Konstantin – lyrics: Håkan Ring
13. ”Beyond All Sense” 5:12 music: Stefan Björnshög/Gunnar Kindberg – lyrics: Zenny Gram
14. ”Ruins and Destruction (Climate Change)” 8:35 music: John Prodén – lyrics: Håkan Ring

## Musiker
- Sång: Jonas Heidgert
- Bas: Stefan Björnshög
- Gitarr: Michael Åberg
- Gitarr: Veith Offenbächer
- Trummor : Kane Svantesson (Sabotage)

Gästmusiker:
- Henrik Pettersson: Alla eyboard utom på Medieval Rendezvous och Sabotage
- Knut Hassel: Solo och kompgitarr på Medieval Rendezvous, No Reservation, The Evil Trinity och Beyond All Sense (ej solo)
- John Prodén: Solo och kompgitarr på Ruins and Destruction (Climate Change)
- Elias Holmlid: Keyboards on Medieval Rendezvous
- Carl Dahlberg: Keyboardsolo på Sabotatage
- Anna-Mia Bonde: Sång på The Devil in the Dark
- Håkan Ring: Bakgrund och körsång
- Roger Christiansson: Trummor Living Dead